# Ожешкув (гміна Вартковіце)
Ожешкув (пол. Orzeszków) — село в Польщі, у гміні Вартковиці Поддембицького повіту Лодзинського воєводства.
Населення — 62 особи (2011).
У 1975—1998 роках село належало до Серадзького воєводства.

## Демографія
Демографічна структура станом на 31 березня 2011 року:
|          | Загалом | Допрацездатний вік | Працездатний вік | Постпрацездатний вік |
| -------- | ------- | ------------------ | ---------------- | -------------------- |
| Чоловіки | 33      | 9                  | 18               | 6                    |
| Жінки    | 29      | 8                  | 12               | 9                    |
| Разом    | 62      | 17                 | 30               | 15                   |